# Ораховички попис (књига)
Ораховички попис жртава Другог свјетског рата представља историографско дјело које доноси спискове жртава из Ораховице и десет околних села као и њихову научну обраду. Књига је објављена 2018. године у издању Музеја жртава Геноцида и Одбор за Јасеновац Светог архијерејског сабора Српске православне цркве.

## О приређивачу
Драгослав Илић је рођен у Санском Мосту 1979. године. Студије историје завршио је на Филозофском факултету у Бањој Луци 2016. године. Бави се истраживањем периода Другог свјетског рата на југословенском подручју са посебним акцентом на жртве геноцида над Србима у Независној Држави Хрватској. Запослен је у Републичком центру за истраживање рата, ратних злочина и тражење несталих лица.

## О књизи
Спискови жртава које доноси ова књига настали су на иницијативу Српске акадмије наука и умјетности које се 1983. године обратила Светом Архијерејском Синоду Српске православне цркве са молбом да се преко црквене инфраструктуре изврши попис жртава Другог свјетског рата. Синод је прихватио ову иницијативу на сједници 7. октобра 1983. године, а затим свим надлежним владикама послао документ којим је тражено да свештеници попишу жртве у својим парохијама и да добијене податке пошаљу преко надлежних епископа доставе Синоду. 
Спискове који су анализирани и објављени у овој књизи саставио је јеромонај Леонтије Алавања из манастира Ораховица који је у овом периоду обављао дужност парохијског свештеника у селима: Ораховица, Слатински Дреновац, Ђуричићи, Горњи Мељани, Прекорачани, Пушине, Горња Пиштана, Доња Пиштана, Дузлук, Кокочак и Крања. Списковима је обухваћено укупно 439 српских жртава геноцида НДХ. Анализа ових спискова показала је да се на њима нашло 128 имена особа које до сада нису биле евидентиране као жртве.  Овај попис, поред неспорне вриједности која се налази у чињеници да је донио 28% нових имена жртава, важан је и зато што је указао на могућности будућих истраживања жртава Другог свјетског рата на српским етничким просторима.